# Шесть арабских почерков

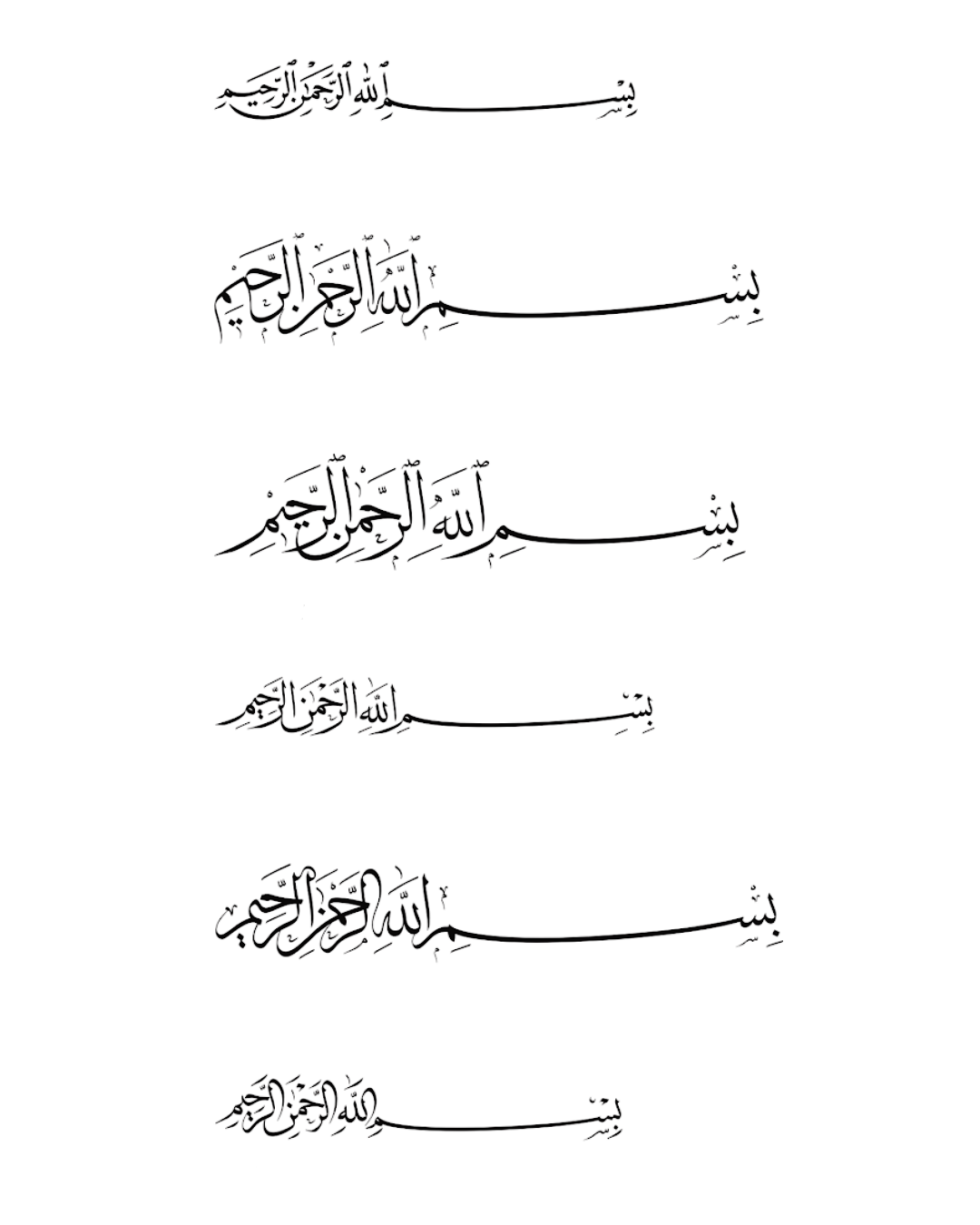
Шесть традиционных арабских почерков (сверху вниз): насх, сулюс, мухаккак, райхан, тауки и рика.

Шесть почерков (араб. الأقلام الستة‎, аль-аклам ас-ситта — букв. «шесть (тростниковых) ручек») — общее название традиционных арабских почерков, которые в Средние века и постсредневековье были повсеместно распространены в арабском мире и на территории современных Турции и Ирана.
К шести арабским почеркам, основанным на принципе пропорциональности (танасуб), относятся: мухаккак, райхан, насх, сулюс, тауки и рика, которые в свою очередь делятся на три пары: сулюс-насх, мухаккак-райхан и тауки-рика. Едва различимые отличия между этими почерками хорошо видны для тренированного глаза.
Теория о «пропорциональном письме» (аль-хатт аль-мансуб), согласно которой формы букв могут тщательно калиброваться и контролироваться с помощью серии соотношений, впервые была выдвинута аббасидским визирем и каллиграфом персидского происхождения Ибн Муклой (886—940). Ибн Мукла и два других мастера каллиграфии — Ибн аль-Бавваб (ум. 1022) и Якут аль-Мустасими (ум. 1298) считаются теми, кто расширили рамки исламской каллиграфии и подняли уровень арабских почерков на новые высоты. Эти трое стали образцом для подражания для последующих поколений каллиграфов. Обучая последователей своему стилю письма, который далее из поколения в поколение переходил от учителя к ученику, они заложили основы метода преподавания каллиграфии.
Ибн Мукла основал свою пропорциональную систему вокруг двух основных форм — круга, диаметр которого равен высоте буквы алиф (ا‎), и ромбовидной точки (нукты, ٠), которая создаётся одним мазком кончика тростникового пера. В различных почерках высота алифа равна разному количеству точек-нукт. В почерке мухаккак алиф равен девяти (или восьми) точкам, в сулюсе — семи точкам, в насхе — пяти точкам, а в тауки — шести точкам.
Используя эти геометрические принципы, Ибн Мукла разработал и канонизировал шесть вышеупомянутых классических почерков. Каждый из них имел своё назначение: насх идеально подходил для записи обычных книг и маленьких экземпляров Корана (мусхаф), а мухаккак и сулюс использовался для написания больших мусхафов. Сулюс также часто использовался для декорирования переносных предметов и архитектурных поверхностей. Почеркам райхан, тауки и рика отдавали предпочтение при записи канцелярских документов и колофонов, а также использовали для украшения книжных обложек и ковровых покрытий. Райхан является меньшим вариантом почерка мухаккак, а тауки и рика характеризуются необычными связями между буквами, не присущих другим почеркам (как например, между даль د‎ и алифом ا‎).
Следование всем правилам пропорционального письма свидетельствовало о моральном и духовном уровне пишущего. Красиво выведенные буквы служили признаком искренности написанного, а корявые слова говорили читающему об обратном. В XI веке каллиграфом Ибн аль-Баввабом был написан экземпляр Корана почерком насх с тщательным следованием правилам пропорционального письма, который и по сей день лёгок для чтения. Стандартизация букв Ибн Муклой поспособствовала распространению текстов не только сквозь пространство, но и сквозь время.
В Османскую эпоху было систематизировано применение арабских почерков на основе упомянутых шести. Согласно османской традиции, они восходили к Якуту аль-Мустасими и шейху Хамдуллаху из Амасьи (ум. 1520), который усовершенствовал и вернул им популярность в среде османских почерков. Хоть некоторые из них были более популярны, чем другие, от представителей османских элит ожидалось, что они знакомы со всеми шестью почерками.